# Secreto bien guardado
Secreto bien guardado es una miniserie de televisión dramática, romántica y de época argentina basada en la novela del mismo nombre de Viviana Rivero. Está producida por MyS Producción, el INCAA y FB Group, siendo estrenada en Argentina por la cadena de CINE.AR el 15 de abril de 2019 y consta con un total de 8 episodios. Está protagonizada por Oriana Sabatini y Victorio D'Alessandro.

## Argumento
Ambientada en el verano de la Argentina de 1940, en plena Segunda Guerra Mundial, la serie sigue la historia de la joven Amalia Peres Kiev (Oriana Sabatini), una argentina de clase alta de diecisiete años de origen judío, que se encuentra de vacaciones en el Eden Hotel (Córdoba) con su familia. Allí va a conocer y se enamorará de Marthin Müller (Victorio D'Alessandro), un joven abogado alemán nazi que también está hospedado en el mismo hotel junto a un grupo de diplomáticos para repatriar a los marinos del barco Admiral Graf Spee, hundido en el Río de la Plata y además rápidamente también sentirá una atracción por ella, sin embargo, su relación no será bien vista por el entorno que los rodea, ya que sus ideologías se contraponen, no obstante, la pareja decidirá mantener su relación oculta para no ser separados, ni sufrir la persecución social.

## Reparto

### Principal
- Oriana Sabatini como Amalia Peres Kiev
- Victorio D'Alessandro como Marthin Müller

### Secundario
- Jorge Suárez como Daniel Peres Kiev
- Noemí Frenkel como Carmela Peres Kiev
- Matías Mayer como Darío Frenkel
- Paula Sartor como Lea Peres Kiev
- Agustina Palma como Irene Peres Kiev
- Graciela Tenenbaum como Dora López
- Marta Lubos como Orfilia
- Bárbara Lombardo como Dora Perrini
- Abian Vainstein como Aníbal Strow
- Romina Fernandes como Charito
- Aitor Miguens como Jesús

### Invitados
- Juan Bautista Greppi como Manuel Frenkel
- Carlos Kaspar como Walter Eichhorn
- Romina Pinto como Raquel Frenkel
- Pablo Moseinco como Simón Frenkel
- Alexis López Costa como Carlos
- Heinz Krattiger como Gral. Ernest Schulze
- Miguel Dao como Alfredo Tagle
- Mauricio Sabin Paz como Günter Warhauer
- Dolores San Pellegrini como Tina Piboleau
- Gulliver Market como Ernesto

## Episodios
| N.º | Título                  | Dirigido por   | Escrito por      | Fecha de emisión original |
| --- | ----------------------- | -------------- | ---------------- | ------------------------- |
| 1   | «Secreto bien guardado» | Alberto Lecchi | Silvina Frejdkes | 15 de abril de 2019       |
| 2   | «Noche de bodas»        | Alberto Lecchi | Silvina Frejdkes | 22 de abril de 2019       |
| 3   | «Bienvenido Marthin»    | Alberto Lecchi | Silvina Frejdkes | 29 de abril de 2019       |
| 4   | «Fuegos artificiales»   | Alberto Lecchi | Silvina Frejdkes | 6 de mayo de 2019         |
| 5   | «Córdoba»               | Alberto Lecchi | Silvina Frejdkes | 13 de mayo de 2019        |

## Producción
En febrero de 2018, la autora Viviana Rivero anunció que su libro Secreto bien guardado publicado en 2010, sería adaptado para una miniserie de televisión. Poco después, se confirmó que Oriana Sabatini y Victorio D'Alessandro habían sido elegidos para interpretar a los personajes principales de la misma. El rodaje de la producción comenzó el 5 de marzo del mismo año en el Eden Hotel ubicado en la localidad de La Falda en la provincia de Córdoba y finalizó el 12 de abril.
Seguidamente, se informó que la ficción recibió luz verde para su adaptación luego de haber sido la ganadora de la edición 2017 del Concurso de Fomento a la TV y Otros Medios del INCAA, por lo cual, sería producida por MyS Producción, el INCAA, FB Group y Oriental Features, las cuales sumarían al proyecto a Alberto Lecchi como el director, a Silvina Frejdkes como la responsable del guion y a Fernando Blanco, Mili Roque Pitt y a Susana Rudni como los productores. En abril de 2019, se anunció que la serie sería estrenada el 15 de abril del mismo año y que contaría con 8 episodios.

## Lanzamiento
La serie estrenó su primer episodio en televisión el 15 de abril de 2019 por medio del canal CINE.AR y a su vez la misma se encontró disponible en su totalidad en la plataforma de video a demanda CINE.AR Play.

## Recepción

### Comentarios de la crítica
María Eugenia Capelo del diario digital Infobae elogió las actuaciones de Sabatini y D'Alessandro afirmando que «le sacan el jugo a cada uno de sus personajes. La pareja es solvente y creíble en su historia de amor, truncada por los prejuicios y la situación del mundo». Y en cuanto a la trama de la ficción comentó que «hay bastante fidelidad a la novela de Viviana Rivero, aunque cuenta con alguna que otra licencia argumental que en ningún momento modifica sustancialmente la historia».